# 瑞安·洛赫特
瑞安·斯蒂芬·洛赫特（英語：Ryan Steven Lochte，/ˈlɒkti/，LOCK-tee；1984年8月3日—），美國游泳男運動員。他在世界比賽以致奧運會都有上佳的表現，例如在2004年雅典奧運中在4×200公尺自由泳接力中代表美國隊勇奪金牌，以及在200公尺混合泳項目中奪得銀牌。另外，他在2008年北京奧運會中亦奪得200公尺混合泳銅牌、400公尺混合泳銅牌及200公尺背泳金牌。
洛赫特的強項在於背泳以及混合泳，但是他也是一名自由泳接力的泳手。他在混合泳的主要對手是迈克尔·菲尔普斯而背泳的主要對手是阿龙·佩尔索尔。

## 個人生活
洛赫特出生於美國紐約州的羅徹斯特。他於佛羅里達州升學並且於佛羅里達大學完成大學課程。

## 生涯

### 大學生涯
在2006年阿特蘭大舉行的全美大學生游泳錦標賽中，洛赫特贏得了個人的三項冠軍並打破了美國200米混合泳及200米背泳的世界紀錄，並差點兒也打破400米混合泳的美國紀錄。在4x100公尺四式接力中，洛赫特打破了100米背泳紀錄，這是首次美國背泳紀錄比蝶泳紀錄快。

### 國際舞台

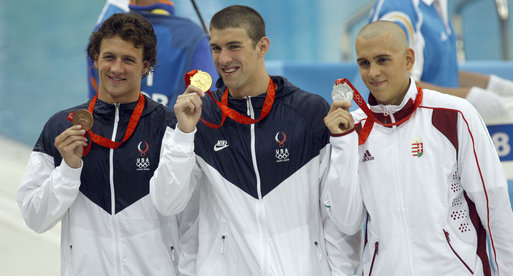
2008年北京奧運會400米混合泳比賽結果
洛赫特 (左) 迈克尔·菲尔普斯 (中) 拉斯洛·切赫 (右)

洛赫特於2004年雅典奧運會200公尺混合泳的美國奧運選拔賽中僅僅落後於游泳天才迈克尔·菲尔普斯之後，而且入選了4x200公尺的美國接力隊。在奧運會中，洛赫特與菲尔普斯、克萊特·凱勒、彼得·范德爾卡伊力拒澳洲隊力來犯，成功摘下金牌。在200公尺混合泳亦再次落後於菲尔普斯，僅得銀牌。而在隨後於印第安納波利斯舉行的2004年世界短池游泳錦標賽中，洛赫特於200公尺混合泳奪得銀牌及於200公尺自由泳的銅牌。另外在4x200公尺自由泳接力中亦奪得了金牌。
於2005年蒙特利爾世界游泳錦標賽中，他亦贏得了200公尺背泳及混合泳的銅牌，亦再次為美國4x200公尺自由泳接力的冠軍。
於2007年墨爾本世界游泳錦標賽中，他首次於長池的比賽中奪得金牌，在200公尺背泳的比賽中以破世界紀錄的成績擊敗老對手阿龙·佩尔索尔，這也是洛赫特第一個個人世界紀錄。
2008年北京奧運會中，雖然兩項混合泳的比賽均僅次於菲尔普斯及匈牙利選手拉斯洛·，只得銅牌。可是，洛赫特在背泳中卻有上佳的演出。在200公尺背泳決賽中更以破世界紀錄的成績壓倒阿龙·佩尔索尔，奪得首面個人比賽金牌。
2009年羅馬世界游泳錦標賽中，奪得200米背泳中銅牌，200米及400米個人混合泳兩面金牌，其中200米混合泳以1分54秒10成績破世界記錄。他在4x100米自由泳接力中，再次協助美國奪得金牌同時打破大會記錄。其後4x200米自由泳接力中，再次協助美國奪得金牌同時刷新世界記錄至6分58秒55。

## 爭議
洛赫特和其他三名美國游泳選手在2016年奧運會時聲稱當地的加油站遭到槍手搶劫，洛赫特說事情是發生在加油站，加油站的警衛持槍對著他們。後來發現洛赫特是在酒醉後破壞加油站設備，並且在加油站公開小便，警衛拔槍制止，之後才答應賠償，許多原先所說的情節都和事實不符。
2016年9月8日，瑞安·洛赫特被禁賽10個月、失去奧運獎金及美國游泳協會資助、不得參加表揚儀式並同時10個小時社會服務，其餘三名隊友則被禁賽4個月。

## 外部連結
- Ryan Lochte's U.S. Olympic Team bio （页面存档备份，存于）
- USASwimming profile[永久]